# Kamada Ryūō

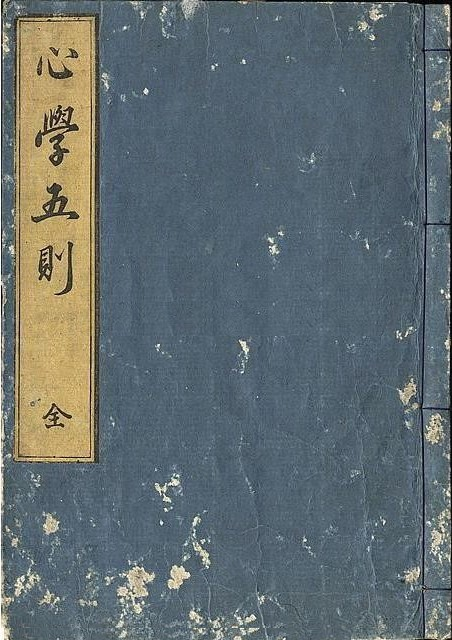
Shingaku Gosoku

Kamada Ryūō (japanisch 鎌田 柳泓; geboren am 23. Januar 1754 in Yuasa (Provinz Kii); gestorben am 13. April 1821 in Kyōto) war ein japanischer Wissenschaftler in der späten Edo-Zeit mit dem Schwerpunkt Psychologie.

## Leben und Wirken
Kamada Ryūō wurde als dritter Sohn von Kubo Mataemon (久保 又右衛門) geboren. Sein Spitzname war „Zunan“ (図南), sein gewöhnlicher Name war „Gensh“ (玄珠), sein „Dō“ war „Ryūō“ und sein posthumer Name war „Hō“ (鵬). Er wurde als Kind von seinem Onkel mütterlicherseits, Kamata Issō (鎌田 一窓, 1721–1804), adoptiert. Sein Adoptivvater Issō war ein Arzt in Kyōto. Dieser hatte bei Saitō Zemmon (斎藤 全門; 1700–1761), einem Schüler von Ishida Baigan (1685–1744), studiert und war auch als Psychologe tätig. Ryūō studierte Medizin und Psychologie bei seinem Vater, studierte außerdem westliche Naturwissenschaften wie Astronomie und niederländische Studien (Rangaku) und führte originelle Forschungen zur Natur der menschlichen Psychologie aus rationaler und empirischer Sicht durch und erzielte damit große Erfolge.
Sein Hauptwerk „Rigaku Hiketsu“ (理学秘訣) – etwa „Geheime Verfahren der Psychologie“ aus dem Jahr 1816 untersucht die Schöpfung und das Wesen der Natur und analysiert anschließend das menschliche Bewusstsein und die Sinneshandlungen. Das geschah, um das Wesen des Geistes zu verstehen, was ein traditionelles Thema der Psychologie ist. Darüber hinaus untersuchte er in „Shinkaku-oku no Kakehashi“ (心学奥の桟) – „Schlagbrücke zum Inneren der Psychologie“ 1822 die Prinzipien der Veränderung in allen Dingen. Dazu fügte er übernatürliche Phänomene wie die Anwesenheit oder Abwesenheit von Dämonen, empirische und rationale Interpretationen hinzu. Seine Ideen brachten ihm Anerkennung als Japans erster empirischer Psychologe ein und dazu Anerkennung als ursprünglicher Materialist.
Zu Kamadas weiteren Werken gehören „Shugaku-ben“ (朱学弁) – „Reden zur Cheng-Zhu-Schule“, „Shingaku Goji“ (心学五則) 1813, „Kokoro no Hanmi“ (心の花実) – „Innere und äußerere Erscheinung“, „Kodama“ (道の谺) – „Widerhall“ 1819 und „Hosunzan“ (方寸山) – „Berge im Quadrat“.